# کریستوف گرابنواتر
کریستوف گرابنواتر (انگلیسی: Christoph Grabenwarter؛ زادهٔ ۴ اوت ۱۹۶۶) سیاست‌مدار، استاد و یک نظریه‌پرداز اهل اتریش است. در حال حاضر معاون صدراعظم اتریش در دادگاه مسئول بازبینی قانون اساسی است.